# Programmations du Coachella Festival

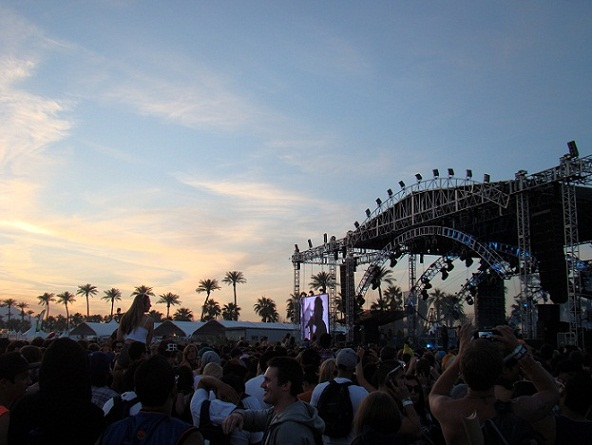
The Weeknd jouant à Coachella en 2012.

Coachella est un festival musical organisé par Goldenvoice et qui se déroule chaque année à l'Empire Polo Club à Indio, en Californie.

## Éditions
Toutes les programmations viennent de ces sources,,.